# Clifford Hansen

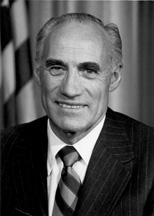

Clifford Peter Hansen (ur. 16 października 1912 w Zenith w stanie Wyoming, zm. 20 października 2009 w Jackson w stanie Wyoming) – amerykański polityk, działacz Partii Republikańskiej, ranczer, dziadek polityka Matta Meada.
W latach 1963–1967 pełnił funkcję gubernatora stanu Wyoming. Od 1967 do 1978 był senatorem 2. klasy z Wyomingu.
W 1934 poślubił Marthę Close. Para miała dwoje dzieci.